# Спанополски чукар
Връх Спанополски чукар се намира в Северния дял на Пирин планина. Висок е 2576 метра. Изграден е от гранити.
Върхът е разположен в северните части на Спанополския рид. Последният се отделя от главното планинско било при най-източните чуки на острия скалисти ръб Караулите и разделя двата тревисти циркуса Голямо Спано поле и Малко Спано поле. Спанополският рид се простира в югозападна посока, като южно от връх Спанополски чукар се разклонява на две. Източното му разклонение ограничава Малко Спано поле от запад и югозапад и плавно се снишава към ридът при местността Атмегдан (виж връх Башлийски чукар). В близост е разположен заслонът Спано поле. Западното разклонение на Спанополския рид е сравнително късо и завършва при долните езера на циркус Голямо Спано поле. 
Западните и югозападните склонове са отвесни и скалисти, с масивни каменопади в ниските им части. Там е сгушено едно от най-високите и красиви езера в циркус Голямо Спано поле. Откъм циркус Малко Спано поле върхът изглежда незначителен, с полегати тревисти склонове. Връхната част на Спанополски чукар е полегата, тревиста, на места с разхвърляни каменни блокове. Отгоре се открива забележителна панорама към Спано поле, върховете Вихрен, Синаница, Бъндеришки, Башлийски чукар и част от Каменишкото странично било.